# Zemětřesení u Nové Kaledonie 2018
K tektonickému zemětřesení u Nové Kaledonie v roce 2018 došlo ve středu 29. srpna v 14:51:56 místního času (05:51:56 SELČ) a magnitudo dosáhlo síly 7,1 stupně Richterovy stupnice. Epicentrum se nacházelo 310 km východně od pobřeží Nové Kaledonie. Nejblíže se nacházel ostrov Maré (souostroví Loyauté) vzdálený 205 km. Hypocentrum leželo 26,7 km pod mořským dnem, takže se jednalo o mělké zemětřesení.
Okamžitě byla v okruhu 300 km vydána výstraha před vlnami tsunami. Na pobřeží hlavního ostrova byla zaznamenána vlna vysoká 30 cm, na souostroví Loyauté o něco menší, vysoká 17 cm. Jelikož bylo souostroví epicentru nejblíže, tak ve městě Tadine dosáhly otřesy na Mercalliho stupnici sílu IV, tedy 'mírné'. Na území Nové Kaledonie se zaznamenal stupeň III, 'slabé'.
Nebyly hlášeny žádné škody na majetku, mrtvé či zraněné osoby. Hlavní událost ještě následovalo ještě devět dotřesů, z nichž nejsilnější měly sílu 5,4; 5,3 a 5,2 stupňů Richterovy stupnice.

## Geologie

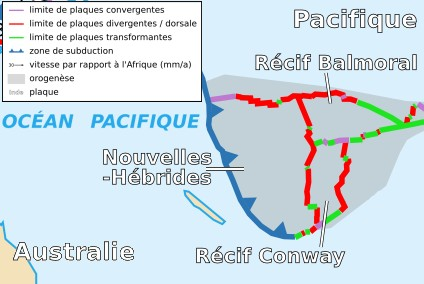
Modrá linie označuje subdukční zónu

Nová Kaledonie se nachází v Ohnivém kruhu, který ve tvaru podkovy obepíná téměř celý Tichý oceán. V důsledku toho zde vzniká 90 % všech zemětřesení na planetě a leží tu 75% všech aktivních sopek. Zemětřesení vzniklo v subdukční zóně, východně od ostrova, kde se australská deska podsouvá, průměrnou rychlostí 8 cm/rok, pod desku pacifickou, což je taktéž příčina vzniku silných zemětřesení i v minulosti.